# Cantone di Thoiry
Il Cantone di Thoiry è una divisione amministrativa dell'arrondissement di Gex, creato nel 2015.

## Composizione
Comprende i seguenti 16 comuni:
- Challex
- Chevry
- Chézery-Forens
- Collonges
- Crozet
- Échenevex
- Farges
- Léaz
- Lélex
- Mijoux
- Péron
- Pougny
- Saint-Jean-de-Gonville
- Ségny
- Sergy
- Thoiry (capoluogo)